# آلباتروس تاج‌سفید
آلباتروس تاج‌سفید (نام علمی: Thalassarche steadi) نام یک گونه از سرده آلباتروس‌های پشت‌سیاه است.